# Малаба (Кения)
Малаба (англ. Malaba) — город на крайнем юго-западе Кении, разделённый государственной границей с Угандой. Кенийская часть находится на левом берегу реки Малаба (бассейн Белого Нила), угандийский город Малаба — на правом. Расположен восточнее угандийского города Тороро, севернее города Бусиа, западнее городов Эльдорет и Бунгома, в 438 км к северо-западу от Найроби, на высоте 1180 метров над уровнем моря.
В городе Малаба находится пункт пропуска через государственную границу на пути Найроби — Кампала, один из двух основных пунктов пропуска через государственную границу между Угандой и Кенией, наряду с Бусиа. Путь является частью так называемого Северного коридора, транспортной сети, проходящей через страны Восточноафриканского сообщества: Руанду, Бурунди, Уганду и Кению к порту Момбаса на побережье Индийского океана. Город Малаба пересекает старая Угандийская железная дорога метровой колеи и автомобильная дорога, частью которой является дорога Найроби — Малаба (A104). В городе Малаба находится железнодорожная станция. На смену Угандийской железной дороге построена параллельно ей Кенийская железная дорога европейской колеи и строится Угандийская железная дорога европейской колеи.